# Щуравиці
Щуравиці (пол. Szczurawice) — село в Польщі, у гміні Рашкув Островського повіту Великопольського воєводства.
Населення — 384 особи (2011).

## Демографія
Демографічна структура станом на 31 березня 2011 року:
|          | Загалом | Допрацездатний вік | Працездатний вік | Постпрацездатний вік |
| -------- | ------- | ------------------ | ---------------- | -------------------- |
| Чоловіки | 188     | 54                 | 118              | 16                   |
| Жінки    | 196     | 55                 | 108              | 33                   |
| Разом    | 384     | 109                | 226              | 49                   |